# Marco Anariba
Marco Anariba (El Progeso, Honduras, 18 de febrero de 1968) es un exfutbolista de Honduras que jugaba en la posición de lateral izquierdo.

## Carrera

### Club
| Periodo   | Club           |
| --------- | -------------- |
| 1985–1996 | Real CD España |
| 1996–1997 | CD Motagua     |
| 1997–1998 | Pumas UNAH     |

### Selección nacional
Anariba debutó con Honduras en la clasificación para la Copa Uncaf 1991 ante Panamá y su primer gol internacional lo anotó el 3 de julio de 1991 en la victoria por 1-0 sobre México por la Copa de Oro de la Concacaf 1991. Jugó 26 partidos con la selección nacional y anotó tres goles; 10 de los cuales fueron partidos de clasificación para la Copa Mundial de Fútbol, además de jugar en dos ediciones de la Copa de Naciones UNCAF
Su último partido con selección nacional lo jugó en mayo de 1993 ante El Salvador por la Clasificación de Concacaf para la Copa Mundial de Fútbol de 1994.
| N. | Fecha                   | Sede                                                  | Rival                        | Marcador | Resultado | Torneo                                               |
| -- | ----------------------- | ----------------------------------------------------- | ---------------------------- | -------- | --------- | ---------------------------------------------------- |
| 1. | 3 de julio de 1991      | Memorial Coliseum, Los Angeles, Estados Unidos        | México                       | 1–0      | 1-1       | Copa de Oro de la Concacaf 1991                      |
| 2. | 28 de noviembre de 1992 | Estadio Tiburcio Carías Andino, Tegucigalpa, Honduras | San Vicente y las Granadinas | 4–0      | 4-0       | Clasificación para la Copa Mundial de Fútbol de 1994 |
| 3. | 9 de mayo de 1993       | Estadio Cuscatlán, San Salvador, El Salvador          | El Salvador                  | 1–2      | 1-2       | Clasificación para la Copa Mundial de Fútbol de 1994 |

## Logros

### Club
- Liga Nacional de Fútbol de Honduras (3):  1988–89, 1990–91, 1993–94
- Copa de Honduras: (1): 1992

### Selección nacional
- Copa Centroamericana (1): 1993